# چاه عروس
چاه عروس منطقه‌ای است در ۴۰ کیلومتری شهر ابوزیدآباد در استان اصفهان و در دل کویر مرکزی ایران، که به‌دلیل دارا بودن آب شیرین، به این نام شهرت پیدا کرده است. در این منطقه با وجود نزدیکی به دریاچه نمک با حفر گودالی به عمق ۵۰ سانتی‌متر می‌توان به آب شیرین رسید، از این رو نهال‌ خرما در این مکان رشد می‌کند. کاشت خرما در منطقه کویری چاه عروس با تمام دنیا متفاوت است چرا که خرماکاری این منطقه به‌صورت دیم و کاملاً ارگانیک انجام می‌شود. همچنین چاه عروس، مجموعه‌ای بکر از تپه‌های ماسه‌ای است.